# Heinrich Bußmann

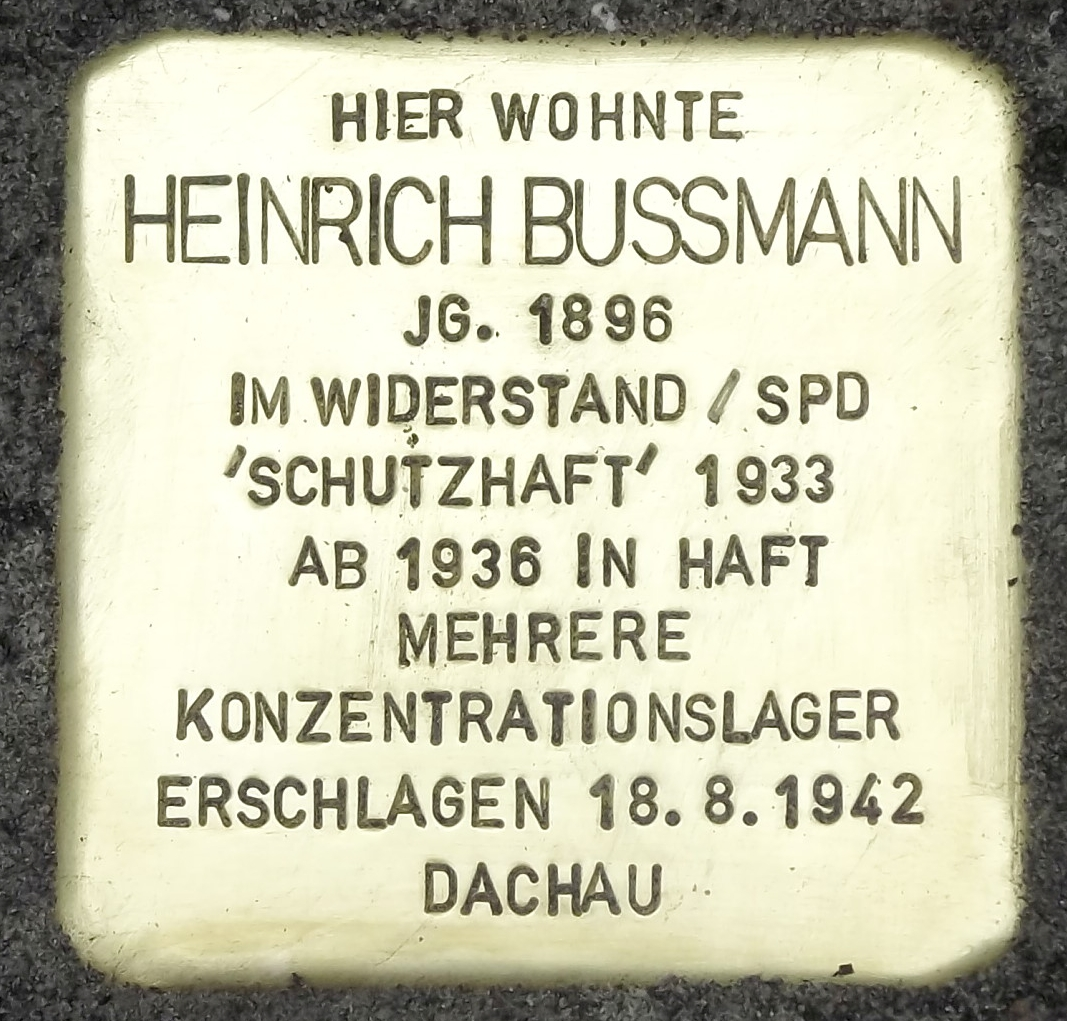
Stolperstein in Lünen für Heinrich Bußmann

Heinrich Bußmann (* 6. Januar 1896 in Lünen; † 18. August 1942 im KZ Dachau) war ein deutscher Kommunal- und Landespolitiker und Widerstandskämpfer gegen den Nationalsozialismus.
In Lünen wächst er als viertes Kind bei seinem Vater Wilhelm Karl Ludwig und seiner Mutter Anna Friederike, geb. Störmer auf. Nach einer Ausbildung zum Bergmann arbeitete er auf der Zeche Victoria in Lünen, zwischenzeitlich auch auf der Zeche Waltrop. Seine Ausbildung wurden durch die Einberufung zum Militärdienst im 1. Weltkrieg vom 23. Mai 1916 bis 13. Dezember 1918 unterbrochen. Die Kriegserlebnisse und die Auswirkungen nach dem Ende nahmen Heinrich Bußmann alle Illusionen über Krieg und Heldentum. Mit 18 Jahren trat er der SPD in Lünen bei. Es folgte 1922 die Hochzeit mit Elfriede (Frieda) Emma Falk. Sie hatten drei Kinder. Rebekka verstarb 1924 kurz nach der Geburt. 1926 kam Tochter Luise und 1932 Sohn Wilhelm zur Welt. Heinrich Bußmann wurde von 1923 bis 1933 in den Rat der Stadt gewählt und positioniert sich gegen die Gewaltherrschaft der Nationalsozialisten. Von 1923 bis 1927 war er stellv. Stadtverordenetenvorsteher und von 1927 bis 1929 Stadtverordnetenvorsteher (heute Bürgermeister) Außerdem war er Vorsitzender der Gas- und Wasserwerke von Lünen. Ohne seinen Einsatz hätte es die Berufsschule in Lünen nicht gegeben. 1930 bis 1932 war er für den Wahlkreis Lünen Abgeordneter im Provinziallandtag der Provinz Westfalen. Nach kurzer Arbeitslosigkeit 1928 arbeitete er als Bauarbeiter, wurde Ende 1932 allerdings wieder arbeitslos. Am 12. März 1933 wurde er wieder für die SPD ins Kommunalparlament gewählt als sich schon viele aus der politischen Diskussion zurückgezogen hatten. Sein Widerstand blieb ungebrochen. Am 22. Juni 1933 wurde die SPD vom NSDAP-Innenminister zur volks- und staatsfeinlichen Partei erklärt. Zwei Tage später wird Heinrich Bußmann in sogenannte "Schutzhaft" genommen. Sein letzter uns längster Leidensweg begann am 13. März 1936, als ihn die Gestapo verhaftete. In einem anschließenden Hochverratsprozeß wurde er zu 22 Monaten Zuchthaus verurteilt. Es folgten "Strafverbüßungen" in der Strafanstalt Herford, in Aschendorfermoor/Esterwegen und der Steinwache in Dortmund. Anschließend wird er von den Nationalsozialisten von 1938 bis 1942 in die Konzentrationslager Buchenwald und Ravensbrück deportiert. Schließlich kam er in das KZ Dachau wo er misshandelt und gefoltert wurde. Erschlagen wurde er dort am 18. August 1942. Seine Ehefrau Elfriede Emma Bußmann erhält im Nachhinein verschiedene Widergutmachungen. Seit 1994 wird der Heinrich-Bußmann-Preis durch die örtliche SPD an herausragende Persönlichkeiten und Gruppierungen der Stadt verliehen. In der Bebelstraße 54 in Lünen ist eine Schule nach Heinrich Bußmann benannt und vor seinem letzten Wohnort ist für ihn durch den Künstler Gunter Demnig ein Stolperstein verlegt worden. Außerdem existiert seit 2011 die Heinrich-Bußmann-Bildungsstiftung. Stiftungsgründer und Ehrenvorsitzender ist Ludwig Bußmann.